# Poa ammophila
Poa ammophila là một loài cỏ trong họ hòa thảo, thuộc chi poa.